# Anxietas
Anxietas is een geslacht van weekdieren uit de klasse van de Gastropoda (slakken).

## Soorten
- Anxietas exigua Marshall, 1991
- Anxietas inspirata Marshall, 1991
- Anxietas perplexa Iredale, 1917